# Ypres rallye 2011
Ypres rally 2011 byla pátá soutěž šampionátu Intercontinental Rally Challenge 2011. Zvítězil zde Freddy Loix s vozem Škoda Fabia S2000.

## Průběh soutěže
Na shakedownu odstoupil druhý jezdec týmu Škoda Motorsport, Jak Kopecký. Ten havaroval a kvůli zranění navigátora Petra Starého nemohl v soutěži startovat. Na prvním testu odstoupil Andreas Mikkelsen po nehodě a Thierry Neuville kvůli poškození zavěšení. Loix tak udržoval vedení, když odpadli ostatní hlavní favorité. Guy Wilks měl hodně defektů, ale v závěru vybojoval šesté místo. Na druhé místo se po úvodních problémech vypracoval Bryan Bouffier. Na třetím místě byl Hans Weijs, který zde poprvé startoval s Fabií.

## Výsledky
1. Freddy Loix, Frederic Miclotte – Škoda Fabia S2000
2. Bryan Bouffier, Xavier Panseri – Peugeot 207 S2000
3. Hans Weijs, Bjorn Degandt – Škoda Fabia S2000
4. Michal Solowow, Maciej Baran – Ford Fiesta S2000
5. Patrick Snijers, Johan Gistels – Mini Cooper S2000 1.6T
6. Guy Wilks, Phil Pugh – Peugeot 207 S2000
7. Karl Kruuda, Martin Järveoja – Škoda Fabia S2000
8. Toni Gardemeister, Tapio Suominen – Škoda Fabia S2000
9. Luca Rossetti, Matteo Chiarcossi – Fiat Grande Punto Abarth S2000
10. Berhard ten Brinke, Davy Thierie – Škoda Fabia S2000